# Balún Canán (novela)
Balún Canán fue la primera novela de la poetisa y  escritora mexicana Rosario Castellanos, publicada en 1957. Narra los enfrentamientos entre indígenas y terratenientes (blancos o ladinos) en el estado de Chiapas que, si bien nunca llegaron a entenderse entre sí durante la época colonial, trataron de comenzar a convivir de mejor forma durante la reforma agraria que implementó el presidente Lázaro Cárdenas del Río en la segunda mitad de la década de 1930.

## Tinte autobiográfico
Rosario Castellanos fue hija de terratenientes y vivió su infancia con una nana indígena de nombre Rufina. Su familia abandonó su casa durante el reparto agrario y emigró a la Ciudad de México. Sergio Magaña y Emilio Carballido incitaron a Rosario Castellanos a escribir sobre su infancia en Comitán, población cuyo nombre en maya antiguo era Balunem K'anal que significa nueve estrellas o nueve testigos.  
Castellanos escribió la novela plasmando las experiencias de su niñez en el mundo antagónico de terratenientes e indígenas del que fue testigo. Al igual que la protagonista de la novela, Rosario Castellanos perdió a su hermano Mario Benjamín; este hecho se ficcionaliza en el argumento de la obra. Al publicarse el libro, Castellanos se lo dedicó a Emilio Carballido y a sus amigos de Chiapas.

## Estructura
La novela se divide en tres partes. La primera y la tercera parte son narradas por una niña de siete años, hija de una familia de terratenientes. El relato de la segunda parte mayormente lo lleva a cabo un narrador omnisciente en tiempo pretérito. Este cambio de estilo obedece a la narración de una perspectiva diferente a los mismos hechos de la historia: el descontento de los indígenas, el trato infrahumano al que eran sometidos por los terratenientes, los brotes de violencia y el reparto agrario impulsado por el gobierno de Lázaro Cárdenas del Río.[cita requerida]

## Argumento
César Argüello es dueño de la hacienda Chactajal y pertenece a una de las principales familias de Comitán. Debido a la nueva ley de educación promulgada por el gobierno, los hacendados se ven obligados a impartir la instrucción primaria a los niños de sus trabajadores. Para dar cumplimiento a la ley, César lleva a su sobrino Ernesto como maestro, pero éste desconoce el idioma tzeltal y no se puede comunicar con sus alumnos, pues los niños indígenas tampoco hablan “el castilla”.
El indio fiel al patrón es asesinado por un grupo de indios sublevados. Se produce un incendio en los campos de la hacienda. Ernesto es enviado a dar parte al presidente municipal de Ocosingo, pero es asesinado en el camino, presuntamente en venganza por el maltrato que había hecho a los niños indígenas. César Argüello y Jaime Rovelo —hacendado y amigo de César— viajan a Tuxtla Gutiérrez para entrevistarse con el gobernador, en Comitán. Se queda la esposa de César, Zoraida, al cuidado de sus hijos, Mario y la niña. Mario se enferma y muere, y de acuerdo a la nana son en realidad los brujos de la hacienda de Chactajal quienes producen su muerte.

## Personajes
- La Niña Argüello, que no tiene nombre en la narración, lo cual refleja su valor en la familia por el simple hecho de haber nacido mujer.
- La Nana que, al igual que la protagonista, no tiene nombre en la narración.
- Mario Argüello, hermano menor de la protagonista que muere de apendicitis pero su muerte se presume ser a causa de brujería.
- César Argüello, padre y patrón de la hacienda.
- Zoraida, madre de la niña, es veinte años menor que su esposo.
- Francisca, prima de César Argüello, es soltera, dominante y temida por los indios. Tiene tratos con el Dzulum, una especie de demonio.
- Romelia, prima de César Argüello, es casada.
- Matilde, prima de César Argüello, se relaciona de manera incestuosa con su sobrino Ernesto. Queda embarazada, decide abortar y se pierde en la selva, en donde temen que el Dzulum se haya apoderado de ella.
- Ernesto, hijo bastardo del hermano de César Argüello, es asesinado aparentemente por haber maltratado a los niños indígenas, pero más bien para evitar que entregue una carta.
- Doña Nati, madre de Ernesto, mujer blanca pero pobre que se involucró con el hermano de César.
- Amalia, terrateniente soltera que desea ingresar como religiosa, es la encargada de preparar a la niña para su primera comunión infundiéndole miedo a Dios.
- Jaime Rovelo, hacendado y amigo de César Argüello.
- Tío David, quien no es pariente de la familia, pero juega con los niños, quienes por instrucción adulta le dicen tío para que se sienta menos solo.
- Gonzalo Utrilla, ahijado de César, trabaja para el gobierno e inspecciona que las haciendas cumplan con la ley de educación promulgada.
- Felipe Carranza Pech, un indígena que reclama los derechos de su pueblo, habla castellano y está informado de la promulgación de las nuevas leyes.

## En el cine
- Balún Canán (1977), película mexicana dirigida por Benito Alazraki.